# Platonizmus
A platonizmus Platón írásaiban található és/vagy azokból levezetett filozófiai rendszer.  
Platón filozófiájának a magva az ideatan volt, mely szerint az érzékileg tapasztalható világon túl van egy másik világ, amely csak intuícióval ragadható meg, nem anyagi természetű; ez az ideák, a szellemi szubsztanciák világa. Az igazság nem lelhető fel a mindennapi világban és az érzékelhető valóságban, csupán a sokkal valóságosabb ideák (formák) világában. Eléréséhez morális és intellektuális megtisztulás szükséges, amely a dialektikus és absztrakt gondolkodás elsajátítása révén lehetséges. Bevezette a démiurgosz fogalmát, mint a látható anyagi világ megalkotóját. Ő képviselte az objektív idealizmus klasszikus formáját.
Platónnál a „kétvilág-elmélet” különbséget tesz egyfelől a keletkezés térben és időben lévő világa között. Ez az elmélet a parmenidészi és a hérakleitoszi gondolkodás ötvözeteként, továbbfejlesztéseként is felfogható.
A középső platonizmus képviselői Platón Timaiosz című dialógusára támaszkodva dolgozták ki vallásos kozmogóniájukat. Az Egyről kidolgozott tanításához Plótinosz a Parmenidész című platóni dialógust használta fel. Az Egy a filozófiájában az abszolút jóságot, abszolút teljességet jelenti. Minden egyes létező levezethető az Egyből és egyetlen létező sem létezhet az Egyen kívül. Az Egyről viszont nem mondható el, hogy létező lenne, mivel az Egy a létezésnél korábbi. Az Egy az első.
A Plótinosz-féle újplatonizmust Porphüriosz, Iamblikhosz és Proklosz szőtte tovább és amely hatással volt az ábrahámi vallások gondolkodására. 
Órigenész az újplatonizmus számos elemét mentette át a keresztény tanokba. Alexandriai Kelemen szintén kapcsolatot teremtett az antik filozófia és a keresztény hit között. Szent Ágostont is nagyban befolyásolta a platonizmus és beépítette a keresztény filozófiába mindazt, amit fontosnak talált benne.
A gnosztikus tanítók az ismeretlen istenről szóló platóni tanítást beépítették saját rendszerükbe, ugyanígy a világ emanációjáról, valamint az isteni gondviselésről szóló tanítást is.
A platonizmus befolyásolta mind a keleti, mind a nyugati miszticizmust. és a különböző középkori filozófusokat. A 13. században Arisztotelész került előtérbe Platónnal szemben, de Aquinói Szt. Tamás filozófiája még mindig alapvetően platonikus volt.
A 16., 17. és 19. századi Angliában Platón ideái sok vallási gondolkodót befolyásoltak. Az ortodox protestantizmus a kontinentális Európában azonban gyakran kritizálta a platonizmust.
A krisztoplatonizmus olyan kifejezés, amely a kereszténység és a platonizmus ötvözésére, részben Platón dualizmusára utal – mely szerint a szellem/lélek jó, de az anyag rossz. A krisztoplatonizmus befolyásolt néhány keresztény egyházat, de a Biblia tanítása közvetlenül ellentmond ennek a filozófiának, és így sok dualista teológus folyamatosan kritikát kap.